# Expedição dos Mil

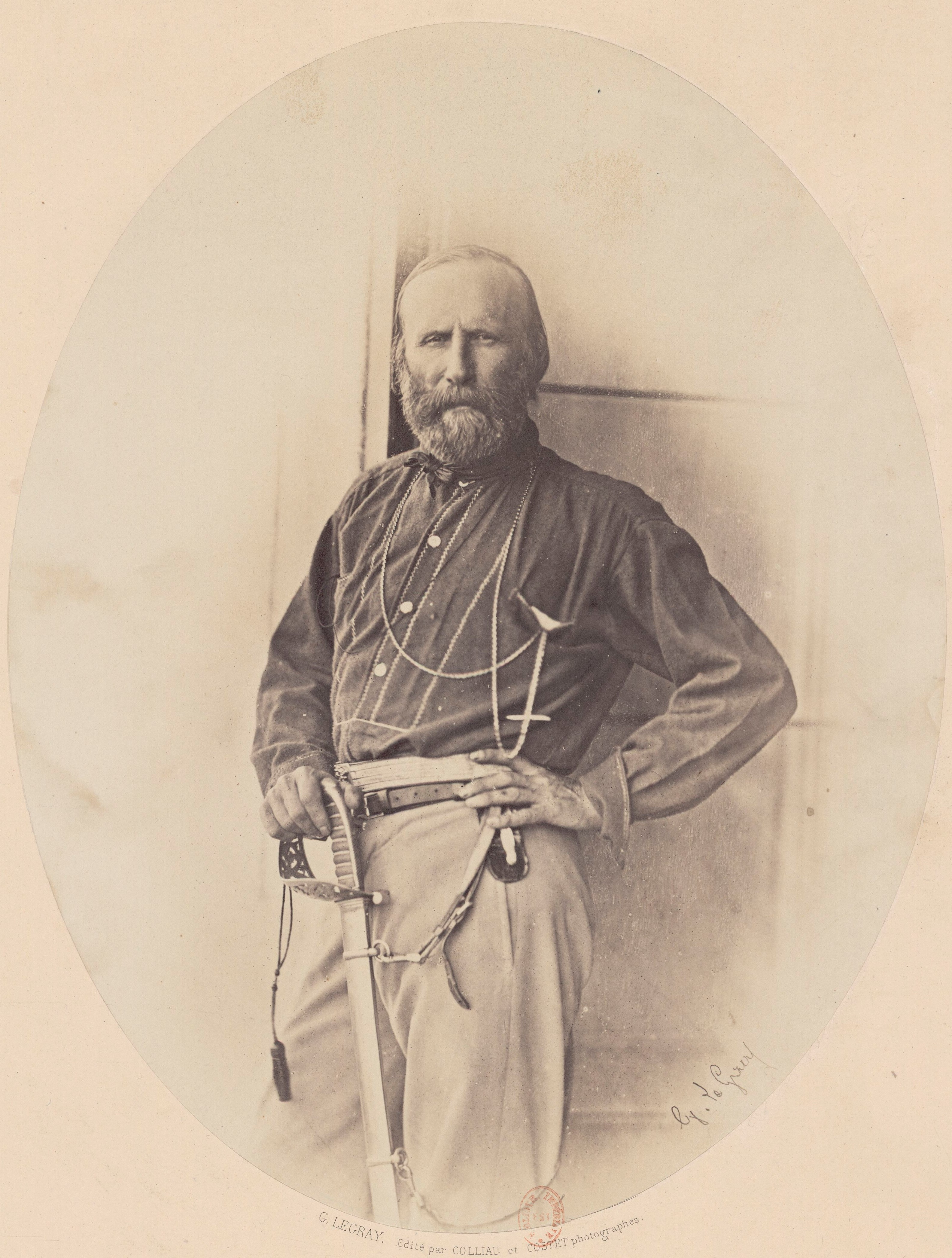
Giuseppe Garibaldi fotografado em Palermo, em julho de 1860

A Expedição dos Mil (em italiano Spedizione dei Mille) é um célebre episódio do Risorgimento italiano, ocorrido em 1860, quando um corpo de voluntários, os Camisas Vermelhas, sob o comando de Giuseppe Garibaldi, desembarcou na Sicília ocidental, e conquistou o Reino das Duas Sicílias, então pertencente à casa real dos Bourbons, no reinado de Francesco de Assis Maria de Bourbon.

## Antecedentes
A partir do famoso "Encontro de Plombières", com Napoleão III, em 21 e 22 de julho de 1858 e, sobretudo com a assinatura do tratado de aliança defensiva entre a França e o Reino da Sardenha, de 26 de Janeiro de 1859, o primeiro-ministro Conde de Cavour iniciou os preparativos para a independência do norte da Itália e inevitável declaração de guerra à Áustria.
A 24 de abril de 1859, Cavour conseguiu êxito na sua declaração de guerra à Áustria, com início das hostilidades a 27 de Abril. A Segunda Guerra de Independência Italiana terminou em julho: foi celebrado o "Armistício de Villafranca, reconhecendo ao Reino da Sardenha a Lombardia (com a exclusão de Mântua), mas não o Vêneto.
Já em março deste mesmo ano a população do Grão-Ducado da Toscana pertencente à Legazioni (Bolonha e Romanha), do Ducado de Módena e do Ducado de Parma depunham seus próprios governantes e reclamavam a anexação ao Reino da Sardenha, enquanto as populações da Úmbria e de Marcas sofriam a dura repressão do governo pontifício. 
Napoleão III e Cavour estavam reciprocamente em débito: o primeiro, porque havia libertado Veneza do domínio austríaco; o segundo, porque havia libertado a Itália central. O impasse veio a ser resolvido em 24 de março de 1860, quando Cavour subscreveu o Tratado de Turim, cedendo a Saboia e Nice à França e obtendo, em troca, o consenso do imperador francês da anexação da Toscana e da Emília-Romanha ao Reino da Sardenha. Como então dissera Cavour ao emissário francês, os dois haviam se tornado "cúmplices".

## Objetivos e vínculos à posterior unificação do Estado Italiano
Em março de 1860 restavam, portanto, na Itália, apenas três estados: 
- o Reino da Sardenha, composto pela Sardenha, Piemonte, Vale de Aosta, Ligúria, Lombardia, Emília-Romanha e Toscana;
- os Estados Pontifícios, pertencentes à Igreja, com a Úmbria, Marcas e Lácio com a "intocável" Roma; e
- o Reino das Duas Sicílias - com capital em Nápoles - com Abruzos, Molise, Campânia, Basilicata, Apúlia, Calábria e a Sicília, esta última rebelde à corte napolitana.

Aliada ao imperador austríaco Francisco José, a Sicília era considerada um dos potentados italianos, junto ao Vêneto, ao Trentino (atual Província autônoma de Trento) e ao Tirol do Sul (atual Província autônoma de Bolzano ou Alto Ádige), e também o Friul-Veneza Júlia, a Dalmácia e Mântua. Não se desconsidera a França, que assumia o papel ambíguo de potência protetora de Roma e principal aliada do Reino da Sardenha: uma ambiguidade que permitiu a Napoleão III manter uma decisiva influência sobre os assuntos italianos, que durou até o último momento da existência do seu império, em 1870 (batalha de Sedan). 
Napoleão III, então, impedia ao Reino da Sardenha tanto uma ação contra a Áustria (ao que negava seu apoio), quanto uma ação contra Roma (com sua explícita oposição). Restava a este apenas um objetivo possível: o Reino das Duas Sicílias.

## As fraquezas do Reino das Duas Sicílias
O Reino das Duas Sicílias apresentava ao menos cinco fraquezas fundamentais:
1. Um monarca jovem e inexperiente (Francisco II), sucessor de seu pai (Fernando II) a 22 de maio de 1859, menos de um ano no cargo;
2. Situação interna instável, assinalada por um regime político antiquado, a constante rivalidade siciliana, e oposição liberal ao governo;
3. Estável hostilidade por parte da opinião pública liberal da Europa, por conta da repressão ali ocorrida em 1799, quando da República Napolitana;
4. Uma excessiva proximidade política com o Império Austríaco, o grande derrotado em 1859, e perda da relação com a grande vencedora, a França;
5. Relações decisivamente ruins com o Reino da Sardenha.

Particular importância teve, no outono-inverno de 1859, a ação rude de Francisco II, em acordo com Francisco José I da Áustria, em apoio à reivindicação do Papa Pio IX feita ao grão-duque da Toscana, ao duque Francisco V de Módena e a Roberto de Parma no sentido de reintegrar-se na posse de seus territórios da Itália central. A iniciativa batia de frente contra os interesses vitais de Turim (por razões evidentes) e de Paris (na medida em que Napoleão III, para justificar a guerra à Áustria para a opinião pública francesa, devia anexar ao menos a Saboia).
Somente um imprecavido poderia imaginar que a Áustria iria empreender uma guerra menos de um ano depois da Batalha de Solferino: o Reino da Sardenha havia multiplicado o tamanho do próprio exército, passando de cinco a catorze divisões e Napoleão III nunca havia concordado na perda de sua determinante influência política na Itália que, entre os soberanos franceses, somente haviam gozado antes Napoleão Bonaparte, Carlos Magno e, um pouco, por Francisco I. 
Um soberano mais experiente, ou com conselheiros menos reacionários, teria evitado um erro semelhante, mas, naquele momento, não era a situação do Reino das Duas Sicílias. E Francisco II, seu soberano, podia contar somente com as próprias forças.

## À procura de um motivo bélico
Ao Reino da Sardenha, assim, faltava um motivo beligerante justificável para atacar o Reino das Duas Sicílias. Cavour procurava agir sempre com o argumento de restauração da ordem.
A única chance era provocar uma sublevação interna, que provasse o descontentamento da população contra o regime absolutista do governo napolitano. Que demonstrasse, sobretudo, a incapacidade de Francisco II em garantir, de forma aceitável, a ordem pública em seus próprios domínios.

## A situação no Reino das Duas Sicílias
A oposição interna existente no Reino era muito ativa: em apenas sessenta anos os Bourbons haviam esmagado a República Partenopéia de 1799, as Revoluções Sicilianas de 1821 e de 1848 e o movimento constitucionalista napolitano de 1848.
Por duas vezes os Bourbons foram reconduzidos ao trono por força de invasão militar austríaca que derrotara exércitos inteiramente napolitanos: em 1815 o austríaco Frederico Bianchi (de pai comasco) derrotara Joaquim Murat na batalha de Tolentino e em 1821 o austríaco Frimont derrotou a Guglielmo Pepe, nas batalhas de Rieti e de Antrodoco.
Em 1860, todavia, a situação apresentava-se bem pouco favorável aos Bourbons: desde 1821 o exército foi depurado dos elementos liberais, estava repleto de mercenários austríacos, suíços e bávaros, e por conta disso era alvo de constante atenção econômica por parte do rei. Este complexo exército aparentava seguramente fidelidade à casa reinante. Os liberais napolitanos, entretanto, não possuíam forças suficientes para impor uma constituição, mesmo depois da vitória na batalha de Solferino. Eles eram, entretanto, bastante numerosos na marinha napolitana que, de fato, não demonstrou grande fervor de combate durante toda a campanha contra Garibaldi.

## A ocasião oportuna: a revolta siciliana

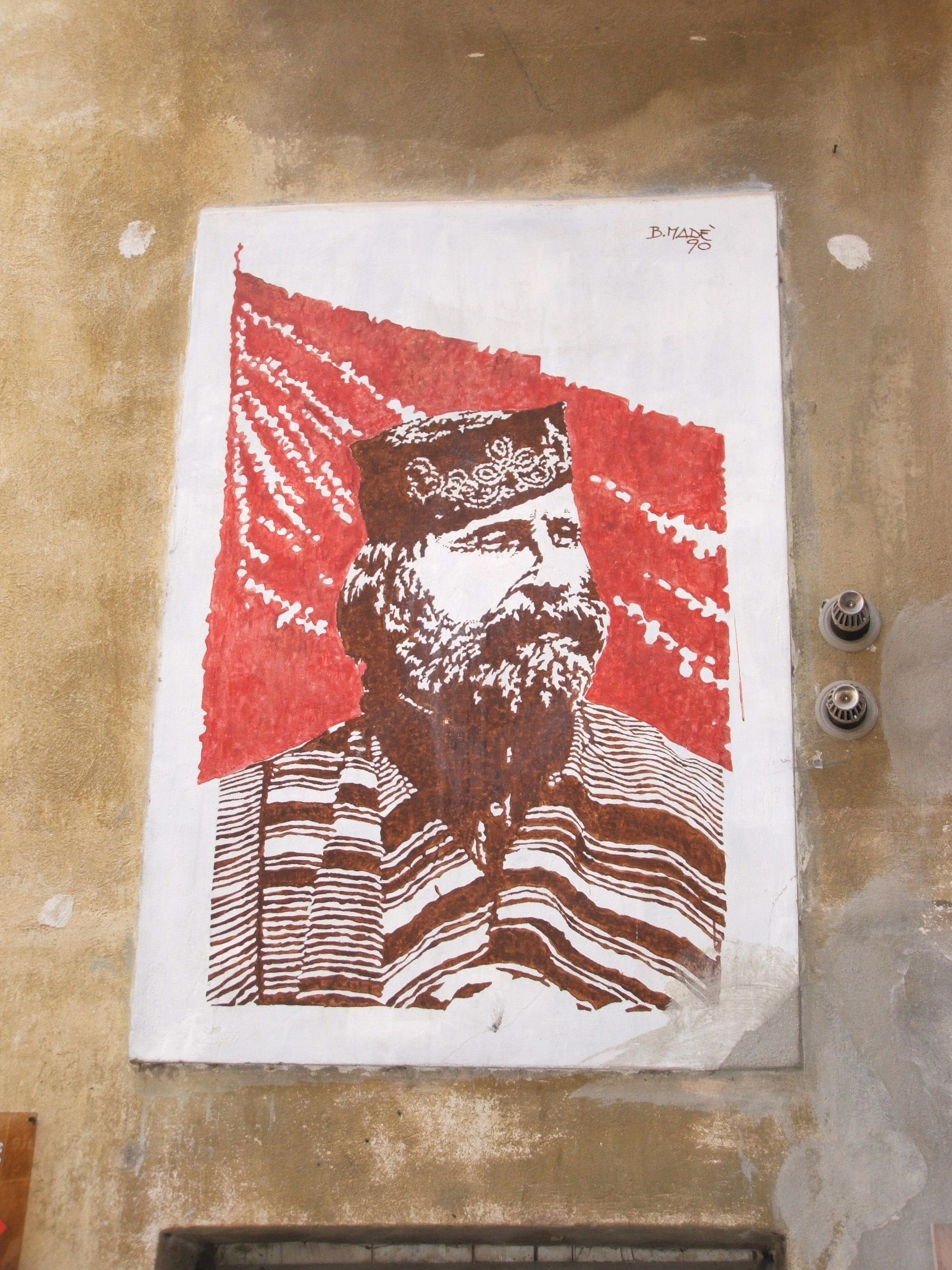
Garibaldi, retratado num afresco em muro de um edifício de Guardabosone, na província de Vercelli

A única das muitas forças oposicionistas aos Bourbons que demonstrava vontade de pegar em armas, naquele ano de 1860, era a fronda siciliana.
Eles traziam viva a memória da longa Revolução Siciliana de 1848. A repressão bourbônica havia sido particularmente dura e nulas as tentativas do despótico governo napolitano de voltar a uma acomodação política. Muitos dos quadros dirigentes da revolução (Rosalino Pilo, Francesco Crispi, etc.), além disso, estavam expatriados em Turim, haviam participado com entusiasmo da Segunda Guerra de Independência Italiana e haviam amadurecido uma atitude política decisivamente liberal e unificadora (unitária). 
Um fator mais importante ainda havia: a insatisfação não era limitada à classe dirigente, mas crescia largamente na população urbana e, por fim, no meio rural. Um elemento quase que único no curso de todo o Risorgimento que grande diferença na Sicília. Prova indubitável disto foi o grande número de voluntários que se agregaram aos garibaldinos, de Marsala até Messina, em especial na batalha do Volturno.
A 4 de abril se acende mais uma chama, quando a tentativa em Palermo de Francisco Riso, prontamente reprimida, deu início a uma série de manifestações e insurreições, tendo como desfecho a famosa marcha a Messina, entre 10 e 20 de abril de 1860, por Rosalino Pilo. A quem encontrava pelo caminho, anunciava prontamente: "Garibaldi virá!"
A 2 de março, um mês antes, Mazzini escrevera uma carta aos sicilianos e declarara: "Garibaldi está vinculado ao que ocorrer".
Quando a notícia da sublevação foi confirmada no continente, Garibaldi julgou ser aquele o momento propício para agir. 

## Um exército de voluntários

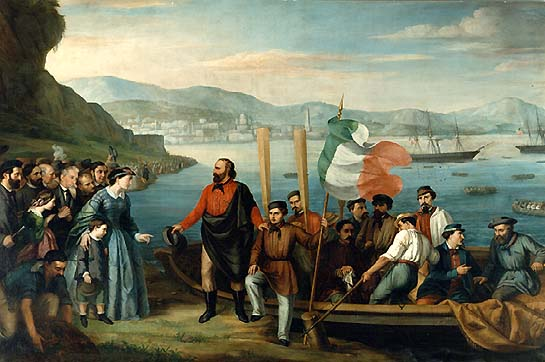
A partida no Distrito

Garibaldi, legionário da brilhante campanha da Lombardia com os Caçadores dos Alpes, havia demonstrado a própria capacidade de chefe militar, com um ligeiro exército de voluntários e contra um exército regular. A Itália era plena de voluntários, desejosos por unir-se aos veteranos dos "Caçadores" e por combater ao seu lado: o recrutamento da tropa não seria um obstáculo. 
O armamento e os uniformes, se não obtidos junto aos Caçadores dos Alpes, seriam obtidos junto ao exército sardo. O financiamento, também. Em todo caso, sua origem poderia recorrer-se à campanha da "Subscrição nacional por um milhão de rifles", iniciada ainda a 18 de dezembro de 1859.
Garibaldi era, porém, de fé republicana mas, já se havia passado 12 anos desde que concordara em colaborar com a Casa de Savoia. Porém, os tempos eram tais que até mesmo Mazzini podia escrever que: "não se trata mais de república ou monarquia: se trata da unidade nacional" - "de ser ou não ser".
Para Cavour, Garibaldi era potencial fonte de grande preocupação: somente ao fim de 1859 ele havia retornado à Romanha, no intento de invadir Marcas e Úmbria onde as tropas pontifícias haviam terminado uma feroz repressão. E porque o governo sardo estava àquele tempo impedido de agir (sem o consentimento de Napoleão III) e com sérias dificuldades (como a jornada do Aspromonte demonstrou, dois anos mais tarde), seria uma segurança a mais caso ele se empenhasse numa missão aparentemente impossível. Garibaldi, por último, gozava de uma ilimitada estima da opinião pública italiana e da liberal, no mundo.
Numa conversa, Cavour havia julgado justo que fosse enviado Garibaldi a tentar a famosa sublevação do interior, que transtornasse o Reino de Nápoles e reduzisse Francisco II a ações moderadas, ou "constrangesse" o Reino da Sardenha a garantir a ordem pública: a realidade mostrou superar todas as previsões.
Os últimos acertos entre Cavour e o rei Vítor Emanuel II foram feitos num encontro em Bolonha, a 2 de maio. No dia 22 de abril, Cavour havia ido a Gênova, para inteirar-se pessoalmente da situação.

## A viagem de transferência

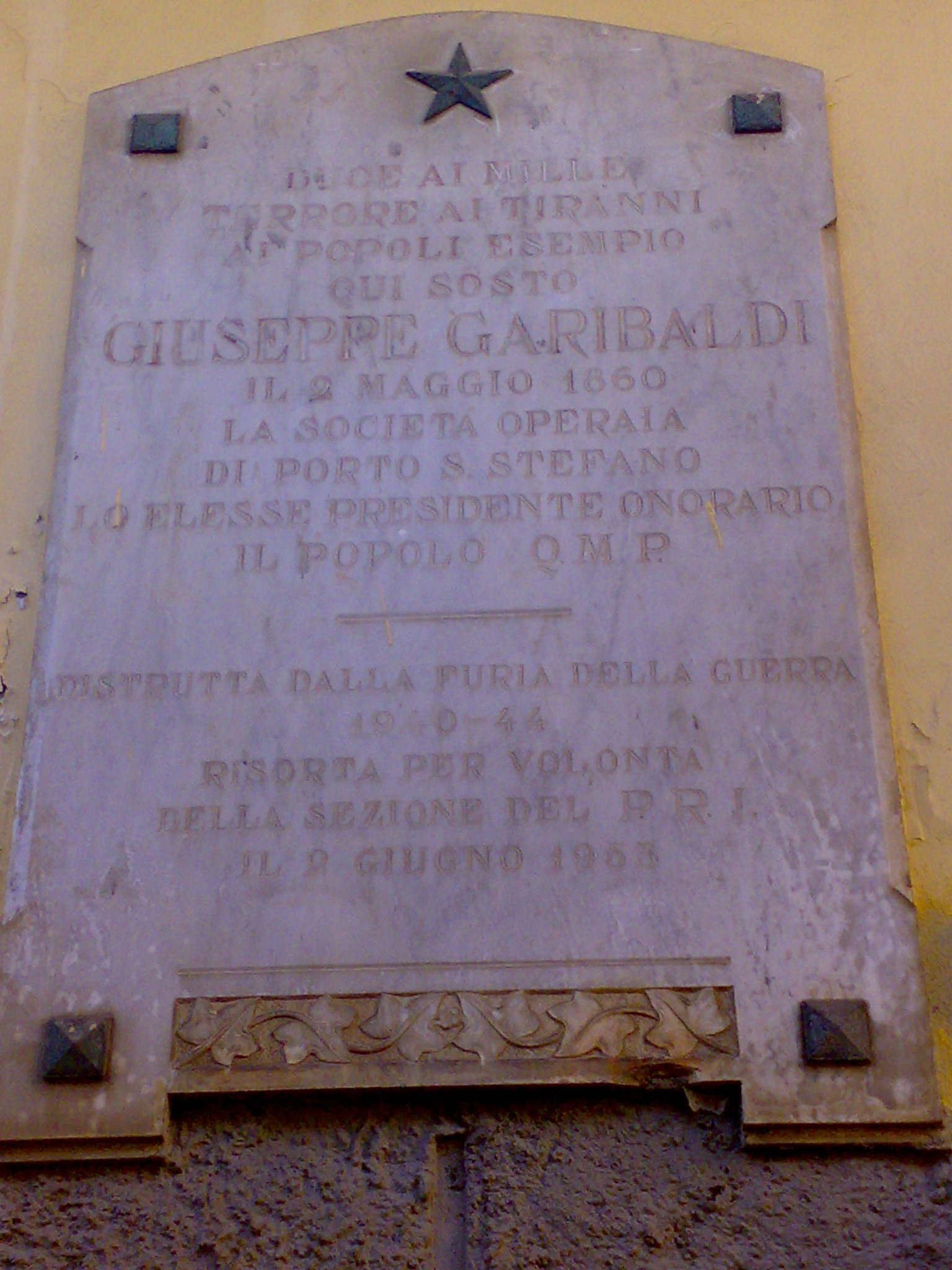
Placa em memória da visita de mil em Porto Santo Estêvão 9 de maio de 1860

Naquele tempo a organização da força de expedição estava em pleno desenvolvimento: juntava-se em Gênova fundos e voluntários. Muitos outros se preparavam.
Em 4 de maio de 1860 foi acertada em Turim, pelo notário Joaquim Vincenzo Baldioli, contratado por Garibaldi, representante de Giácomo Médici, a compra do armador Rubbatino e dois vapores (Piemonte e Lombardo). Para o pagamento havia sido contratado um empréstimo, secretamente garantido pelo Reino da Sardenha.
Na tarde de 5 de maio, a expedição embarcava na praia rochosa do Distrito dos Mil (que até então chamava-se Distrito do Mar - Quarto al Mare - atualmente distrito genovês, rebatizado em homenagem aos patriotas). 
Os cerca de 1089 voluntários estavam armados de velhos fuzis e privados de munição e pólvora para disparo. Este último item vieram a comprar (junto com três armas velhas e cem carabinas boas) a 7 de maio perto da guarnição do Exército do Reino da Sardenha, estacionado no forte de Talamone. Uma segunda compra foi efetuada em 9 de maio no Porto Santo Estêvão, desta feita em cargas de carvão.
Formalmente Garibaldi obteve uma e outra porque fazia-se passar como o mais alto general do exército real. Mas é evidente que sequer poderia haver partido sem o consentimento do Conde de Cavour. Um episódio, nesta questão, é revelador: em Talamone, bem debaixo dos olhos da guarnição, destacou 64 voluntários para preparar uma ação contra a Úmbria e Marcas. Em poucos dias ele foi interceptado pelo exército real e reembarcou para a Sicília: o Papa Pio IX não devia ser nunca provocado e Garibaldi devia ser sempre bem controlado.
Na manhã de 11 de maio, os dois vapores passavam entre Favignana e Marettimo e, informados da temporária ausência da marinha bourbônica, rumaram para o porto de Marsala.

## As operações na Sicília

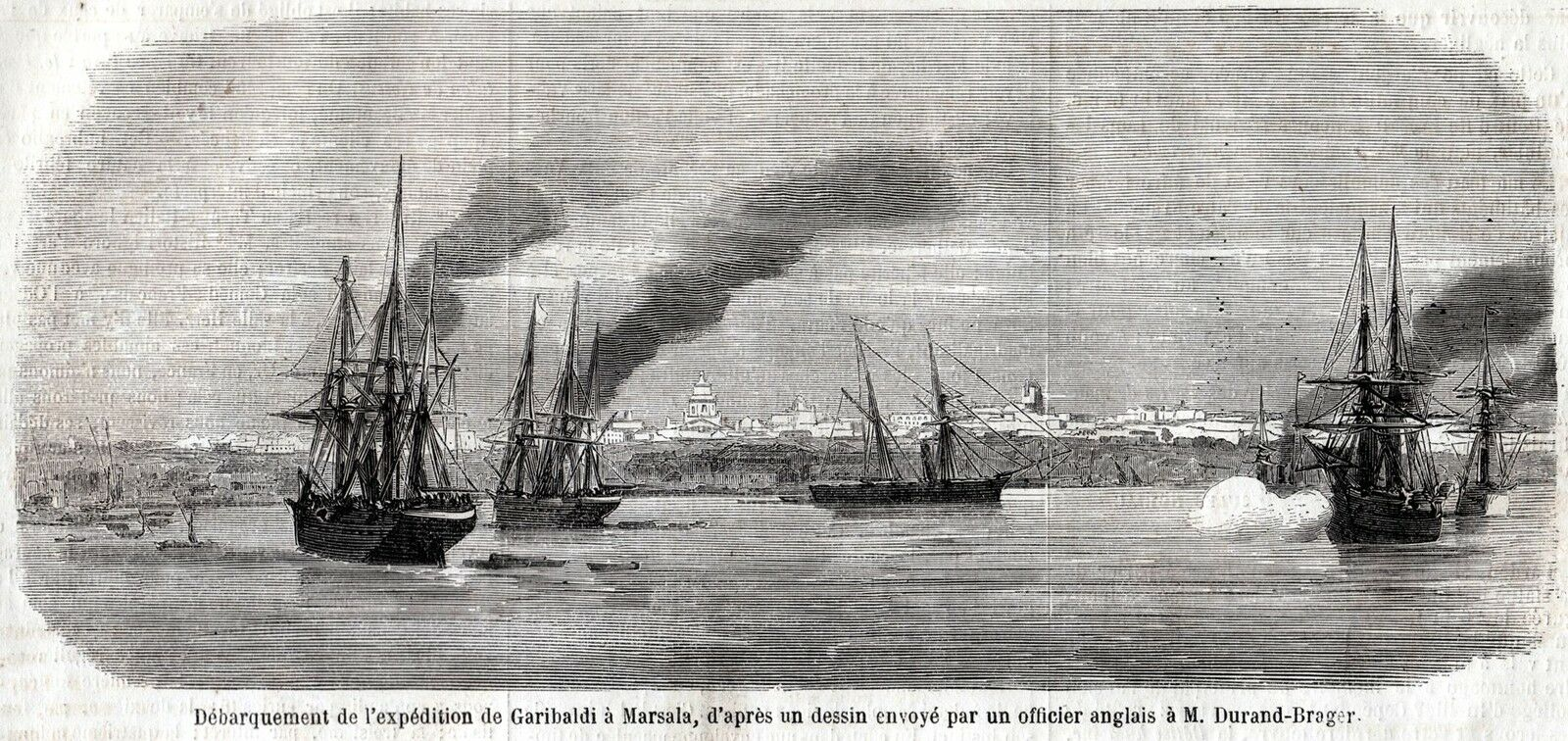
Desembarque dos Mil em Marsala - desenho de um oficial observador, a bordo de um navio inglês.

Os navios ancoraram em Marsala a 11 de maio. Duas naves de guerra bourbônicas, que ali estavam, tardaram a bombardear os invasores, talvez inseguras acerca das intenções de dois navios britânicos presentes no porto. 
A 14 de maio, em Salemi, Garibaldi declarou assumir a ditadura da Sicília, em nome de Vítor Emanuel II. 
Os Mil venceram, embora com bastante trabalho, um primeiro recontro na Batalha de Calatafimi a 15 de maio, contra cerca de 2 mil soldados bourbônicos. Naquele momento os Mil somavam cerca de 1200 com as adesões da população local. 
Ajudado por uma insurreição popular em Palermo, entre 27 e 30 de maio, Garibaldi conquistou a cidade.
A 20 de julho, as tropas bourbônicas foram derrotadas na Batalha de Milazzo. Nos dias seguintes, Giácomo Médici obteve do general bourbônico Clay a neutralização da fortíssima cidadela de Messina e do seu numeroso exército com, ainda por cima, a conquista da cidade.

## As operações continentais
Com a neutralização de Messina, Garibaldi iniciou os preparativos para a passagem ao continente. O Conde de Cavour exercia fortíssima pressão para proceder imediatamente um plebiscito na Sicília, preocupado que a benévola neutralidade da França e da Inglaterra pudesse ser revertida, impedindo a conquista completa. Mais agressivo demonstrava-se, seguramente, Vítor Emanuel II, que encorajava o general no passo decisivo.
A 19 de agosto, Garibaldi desembarcou em Melito di Porto Salvo, na Calábria. Dispunha, então, de cerca de vinte mil voluntários. Na Calábria os bourbônicos não souberam oferecer uma resistência digna: enquanto divisões inteiras do seu exército se dispersavam, outras aderiam ao inimigo. A 30 de agosto, o exército dos Bourbons, comandado pelo general Ghio, foi desarmado em Soveria Mannelli. 
O rei Francisco II abandonou Nápoles, indo rapidamente para junto de seu exército, postado entre as fortalezas de Gaeta e de Cápua, com o centro no rio Volturno, razão pela qual pôde Garibaldi, em 17 de setembro, praticamente sem escolta, entrar na cidade. Foi recebido como libertador. As tropas borbônicas, ainda presentes em abundância nos quartéis e nos palácios, não ofereceram qualquer resistência, e renderam-se imediatamente. 
Em seguida ocorreu a decisiva batalha do Volturno, onde Garibaldi rechaçou um grande avanço do exército inimigo (cerca de 50 mil soldados). A batalha terminou em 1 de outubro (alguns autores dizem que isso deu-se no dia seguinte).

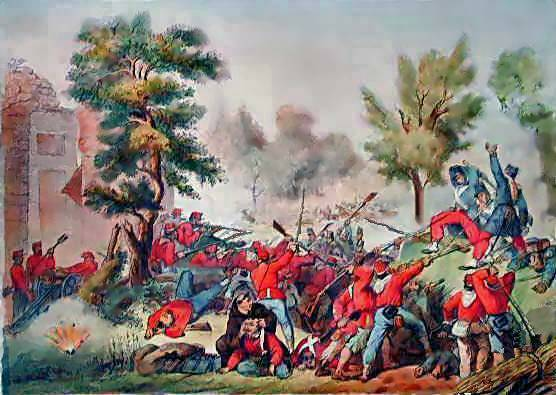
Batalha do Volturno - combate da Porta Romana, atrás da igreja de Santa Maria Maggiore.

No dia imediatamente após a batalha, veio o corpo da expedição sarda, depois de atravessar Marcas e Úmbria (onde tinha derrotado o exército pontifício na Batalha de Castelfidardo), e Abruzos e Molise (dos bourbônicos).
Logo depois de 21 de outubro, foi feito um referendo pela anexação do Reino das Duas Sicílias ao Reino da Sardenha, obtendo fragoroso resultado a favor desta proposta (forçoso registrar-se que, naqueles tempos, os referendos eram chamados de plebiscito e haviam sempre seus resultados descontados). 
A Expedição dos Mil pode ser considerada terminada com o encontro de Teano entre o rei Vítor Emanuel II e Garibaldi, a 26 de outubro de 1860.
A 6 de novembro, Garibaldi desfilou com 14 mil homens, 39 peças de artilharia e 300 cavaleiros, diante do Palácio de Caserta. Insistiram para que o rei Vítor Emanuel os passasse em revista, em vão. No dia seguinte, 7 de novembro, o rei fazia seu ingresso em Nápoles. Garibaldi, em vez disso, retirou-se para a ilha de Caprera, dando azo para sua (não-imediata) fama de moderno Cincinato.
Antes disso, entre 4 e 5 de novembro foram realizados, com resultados favoráveis, os plebiscitos pela anexação de Marcas e de Úmbria.

## O debate historiográfico
A Expedição dos Mil é uma passagem obrigatória para a compreensão do estado unitário italiano, e muitos acreditam que tenha tido clara influência sobre fenômenos como o Brigantaggio (banditismo, similar ao cangaço do Nordeste brasileiro), e o desequilíbrio norte-sul da conhecida "Questão meridional" (onde, antes da unificação, o sul era pólo econômico mais desenvolvido da península, sendo posteriormente transferido para o norte, com o empobrecimento daquele).
Outros sustentam que a Expedição dos Mil é narrada de modo "hagiográfico", pela historiografia tradicional. Particularmente, à parte a damnatio memoriae que coube aos brigantaggio, para cujo combate chegaram a ser mobilizados até 140 mil soldados do novo Reino da Itália (ref.: Villari): na iconografia tradicional, a figura de Giuseppe Garibaldi assume facilmente a figura de herói que combate e vence um exército muito mais numeroso, enquanto os briganti que se lhe seguiram lutaram contra um exército piemontês muito maior e mais organizado o valor é invertido. Em resumo, o mito sobre a figura de Garibaldi teria sido útil à nova ordem do poder.
O historiador inglês Denis Mack Smith, em "Os Reis da Itália", com referência ao período histórico que começa com a unificação italiana (1861), escreveu: "A documentação de que dispomos é tendenciosa e comumente inadequada... os historiadores deviam ter ficado reticentes e, nalguns casos, estavam sujeitos à censura ou então teriam se imposto uma autocensura". 

## O debate político
A principal linha de ataque é ocupada pelo papel dos garibaldinos, como suporte das estruturas sociais, emblematicamente representada pelo baronato.
A maior parte dos latifundiários do Sul não opôs qualquer resistência ativa à empresa dos Mil, uma vez verificado que a estrutura existente da propriedade da terra não seria alterada. Isto foi sintetizado na famosa frase do romance Il gattopardo: "Tudo deve ser mudado para não se mudar nada". Muitos agricultores sicilianos se uniram, ao invés, à expedição, contando com uma distribuição de terras devolutas para aqueles que nelas trabalhavam. A trágica consequência viram quando o general Nino Bixio emitiu a ordem de reprimir com a morte às pretensões dos agricultores, com o exemplo particular da Repressão de Bronte, de 4 de agosto de 1860. A frustração na redistribuição das terras constituem-se numa das razões fundamentais que baseiam o chamado brigantaggio.
À traição dos nobres veio somar-se a traição dos oficiais. Não é patente o entrelaçamento entre Cavour, os ingleses e o exército bourbônico, mas é certo que os exércitos em terra seguiram fielmente seu próprio soberano até a última batalha.
Uma questão muito debatida no século XIX concernia às vantagens que o estado sardo, com suas finanças arruinadas após numerosas campanhas militares, havia herdado o "florescimento econômico" do Reino das Duas Sicílias: a tese era, então, que a conquista deste fora economicamente providencial. Seus partidários citam, como símbolo de seu acerto, o caso da primeira ferrovia da Itália: a que ligava Nápoles a Portici.

## O debate sobre o apoio inglês
Uma última linha de discussão concerne ao freqüentemente alegado (mas negado por muitos, a partir de Rosario Romeo) apoio do governo britânico à Expedição. Isso é justificado por alguns estudiosos (como Del Boca) com a necessidade de obter uma melhor condição econômica na compra do enxofre produzido na Sicília, de que os navios a vapor ingleses faziam largo consumo.
Segundo algumas recentes descobertas do historiador Giulio Di Vita junto a arquivos ingleses, é sabido que o governo e a maçonaria inglesas financiaram secretamente a Expedição dos Mil com a soma de três milhões de francos franceses da época, no valor de vários milhões de euros atuais. É verossímil pensar que tal soma foi utilizada para corromper os generais e os nobres bourbônicos.
Alguns historiadores, baseando-se em cartas e documentos de Cavour, sustentam que grande parte do comando do exército bourbônico fosse interessado a permanecer "reticente" a combater os Mil em seu avanço. Na realidade muitos oficiais tinham estreitado seus laços com os ingleses.
Em geral, muitas dessas observações procuram responder à pergunta intrigante de como é que apenas mil homens, numa força irregular de veteranos e reforços, conseguiu derrotar um imponente exército que agia dentro de suas principais bases, e no meio de uma população simpática (com exceção, apenas, da Sicília e da Calábria).

## Depois da Expedição

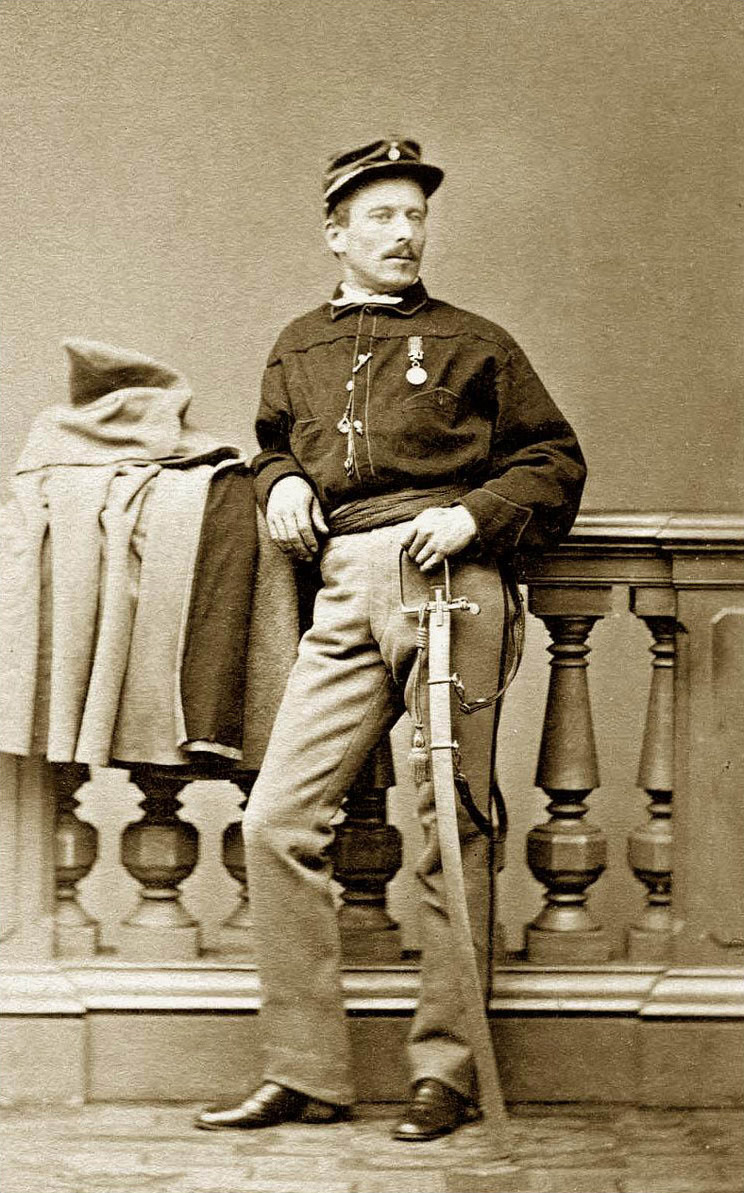
Cartão de visitas de um "Garibaldino" e membro do Mil Camisas Vermelhas, Giuseppe Barboglio. Ele usa uma rara 'Medalha dos Mil' ou 'Medalha de Marsala', emitida pela cidade de Palermo em 1865.

A 17 de março de 1861, Vítor Emanuel foi proclamado o primeiro rei da Itália (convencionalmente, porém, continuou a usar-se a notação "Vítor Emanuel II", apesar de, como acentua Mack Smith, tratar-se efetivamente do primeiro rei do novo Estado italiano). Na realidade, a notação remete ao fato de que não se tratava realmente dum novo Estado, mas do velho Reino da Sardenha que mudou seu nome para Reino da Itália permanecendo essencialmente o mesmo (apenas com um maior território).
"Feita a Itália, necessário fazer os italianos" - (Fatta l'Italia, bisogna fare gli Italiani) um gracejo - atribuído muitas vezes a Massimo D'Azeglio, mas para alguns também a Ferdinando Martini - foi inspirada na política que se seguiu à Expedição dos Mil.
Enquanto parte dos oficiais do exército do Reino das Duas Sicílias foram encarcerados na fortaleza de Fenestrelle, permanecendo fiéis à sua pátria e ao juramento de fidelidade ao seu soberano, outros entraram para o neonato Reino da Itália com as mesmas patentes que ostentavam antes. Para os oficiais de Garibaldi, entretanto, a graduação foi reconhecida em pouquíssimos casos (refer. Bianciardi). Dentre estes poucos estava o general Nino Bixio, que havia sido designado para combater as desordens rurais.
Na prática, muitos eram os descontentes com a chamada "unidade italiana": os primeiros eram os Bourbons, que de um dia para o outro viram desaparecer o seu reino e lutaram para recuperá-lo. Os segundos foram os agricultores e o povo pobre da Itália meridional, que acreditaram que com Garibaldi poderiam melhorar as condições de vida, tiveram ao contrário de enfrentar um aumento de impostos e a conscrição, o que causava a diminuição dos braços de trabalho no sustento das famílias.
Decepcionados também ficaram muitos liberais, que haviam depositado suas ambições numa Itália unida, mas viram-se diante de uma situação política inalterada substancialmente, enquanto o desenvolvimento que existia no período borbônico subitamente foi interrompido.
O resultado desse estado de coisas evoluiu facilmente para o Brigantaggio, que foi ferozmente reprimido pelo exército do novo Reino da Itália no primeiro decênio que se seguiu à unificação.
Também o clero restou descontente, tanto pela perda da Úmbria e Marcas, quanto pela expropriação frequente dos bens eclesiásticos.
A decepção reinante daqueles que esperavam que a unificação mudasse os destinos do sul é bem retratado no romance de Anna Banti, intitulado "Noi credevamo".
Também no romance I Malavoglia ("A Relutância"), de Giovanni Verga fica patente o desencanto, seguida por ardente desilusão, da população diante duma Itália unida, narrada através da história da conscrição do jovem 'Ntoni, a morte do jovem Alessi na batalha de Lissa, e a imposição das novas taxas.

## Curiosidade
O Mil não eram apenas italianos, mas alguns estrangeiros lutaram entre eles, que foram:
- Francesco Antonio Merigone (Gibraltar 18/4/1836), nascido em Gibraltar.
- Francesco Bidischini (Smirna 28/9/1835), atual Turquia.
- Francesco Anfossi (Nice 1819), nascido em Nice, cedida em 1861 à França.
- Emanuele Berio detto Il Moro (Angola 1840 - Nápoles 2/3/1861), nascido em Angola, na época colônia portuguesa.
- Ernesto Benesch (Balschoru 1842), moderna República Tcheca.
- Natale Imperatori (Lugano 13/3/1830), nascido na Suíça.
- Giuseppe Garibaldi (Nice 4/7/1807 - Caprera 2/6/1882), nascido em Nice, cedida em 1861 à França.
- Menotti Garibaldi (Mostardas 1840 - Roma 1903), filho de Giuseppe Garibaldi, nasceu no Brasil.
- Rosalia Montmasson (Saint Joriz, 12/6/1825), única mulher dentre os Mil, nasceu em Savoia, faleceu em 1861 em França.
- Desiderano Pietri (Bastia - Calatafimi 15/3/1860), nasceu na Córsega (França).
- Ludovico Sacchy (Odenburg hoje chamada Sopron 13/9/1826), nasceu na atual Hungria.
- Stefano Turr (Baja 11/8/1825) nasceu na atual Hungria - morto em Budapeste 3/5/1908.
- Carlo Vagner (Meilen 15/8/1837), nascido na Suíça.
- Lajos Tüköry (naturalizado italiano como Luigi Tukory) (Körösladany - Palermo 27/3/1860), nasceu na atual Hungria.
- Antonio Goldberg (talvez Budapeste 1826 - Sorrento ou Salerno 1862), nasceu na atual Hungria.

## Cinema e Literatura
- Il gattopardo, romance de Giuseppe Tomasi di Lampedusa

No cinema:
- Il gattopardo, 1963, filme de Luchino Visconti
- Bronte - cronaca di un massacro che i libri di storia non hanno raccontato, 1972, filme de Florestano Vancini
- Briganti, 1999, filme de Pasquale Squitieri